# زبدی کلت
زبدی کُلت (انگلیسی: Zebedy Colt؛ ‏ ۲۰ دسامبر ۱۹۲۹ – ۲۹ مهٔ ۲۰۰۴) کارگردان فیلم‌های پورنو، بازیگر و موسیقی‌دان اهل ایالات متحده آمریکا بود.
از فیلم‌هایی که وی در آن نقش داشته‌است، می‌توان به باربارا برودکست، ماجراهای رابین هود، ده فرمان و بچه‌ها در شهر اسباب‌بازی اشاره کرد.